# وليان (شيروان)
ولیان (بالفارسية: ولیان) هي قرية تقع في إيران في قسم شیروان الريفي. يقدر عدد سكانها بـ 301 نسمة بحسب إحصاء 2016.